# Saint-Augustin (Charente-Maritime)
Saint-Augustin é uma comuna francesa na região administrativa da Nova Aquitânia, no departamento de Charente-Maritime.  Estende-se por uma área de 18,83 km². Em 2010 a comuna tinha 1 399 habitantes (densidade: 74,3 hab./km²).

## Pontos turísticos e monumentos

### A igreja de Saint-Augustin
A igreja se situa perto de um cemitério na entrada da cidade. Porém, está em ruínas. Construída em 1843, a igreja atual tem origem numa capela particular de "madame Manes". Em 26 de novembro de 1858, um procedimento de doação da capela à comuna, com a condição de que a capela. Em 2 de agosto de 1859 ela se tornou oficialmente propriedade da comuna..